# Søren Thomsen
Søren Thomsen (* 15. November 1947) ist ein dänischer Schauspieler.

## Leben
Søren Thomsen absolvierte seine Schauspielausbildung von 1970 bis 1973 an der Staatlichen Theaterschule in Kopenhagen. Sein Bühnendebüt als Darsteller hatte er im Jahr 1974 am Königlichen Theater Kopenhagen. Seitdem stand er in zahlreichen Theaterstücken auf der Bühne.
Thomsen steht seit 1976 als Schauspieler vor der Kamera. Er wirkte bislang in mehr als 30 Film- und Fernsehproduktionen mit.
Er war mit der Schauspielerin Solbjørg Højfeldt verheiratet. Aus der Ehe ging ein Sohn hervor.

## Filmografie
Filme
- 1980: Pigen fra havet
- 1980: Attentat
- 1980: Sådan er jeg osse
- 1980: Verden er fuld af børn
- 1988: Opbrud
- 1995: Kun en pige
- 1996: Davids bog
- 2003: Dänische Delikatessen (De grønne slagtere)
- 2004: Lad de små børn...
- 2005: Todeshochzeit (Mørke)
- 2006: Sprængfarlig bombe
- 2016: Klassefesten 3 – Dåben

Serien
- 1977–1980: En by i Provinsen
- 1996–1997: Bryggeren
- 1997–1998: Strisser på Samsø
- 1997–1999: TAXA
- 2000–2003: Rejseholdet